# Filifolium
Filifolium, monotipski rod glavočika smješten u podtribus Artemisiinae. Jedina vrsta je trajnica F. sibiricum, iz Ruskog dalekog istoka, južnog Sibira, Mongolije, sjeverne Kine i Japana.

## Sinonimi
- Artemisia sibirica Maxim.
- Chrysanthemum trinioides Hand.-Mazz.
- Tanacetum sibiricum L.

## Vanjske poveznice
- Useful Temperate Plants  Arhivirana inačica izvorne stranice od 1. listopada 2020. (Wayback Machine)
- Flora of China

|  | Zajednički poslužitelj ima još gradiva o temi Filifolium |
|  | Wikivrste imaju podatke o taksonu Filifolium             |